# 鹿寮里 (嘉義市)
鹿寮里位於臺灣嘉義市東區東郊，是東區面積最大、人口最少、人口密度最低的里，也是嘉義市面積最大、人口密度最低的里。南面以八掌溪和中埔鄉為界，東南面和番路鄉為界，東邊及東北邊盧厝里為界，北邊與蘭潭里、短竹里為界，西邊與芳草里為界。境內客家人佔比約有七成，為全市最大且唯一的客家里。里內北半部有嘉義大學和營區軍火庫，南半部則為聚落分佈主要區域。

## 地名由來
鹿寮里舊稱「紅毛埤」，日治時期屬於紅毛埤大字。二戰後，改以境內聚落「鹿寮」為里名。

## 概述
本里地勢北高南低，北半部有嘉義大學、營區軍火庫，臨近蘭潭水庫，南二高經過東南部。 
本里傳統的經濟活動以種水稻和煙草為主，煙草的烘乾已被新式機器所取代，而水稻的栽培，則部份被鮮花所取代，本里因而成為嘉義市郊的花卉專業區。
本里轄內另設有仁義中學，鎮安宮、玉龍宮 （页面存档备份，存于）為本里宗教活動中心，里民絕大部份務農。

## 觀光景點
蘭潭水庫、蘭潭月影潭心（以上位於蘭潭里境內）、蘭潭後山（位於盧厝里境內）、鎮安宮、陳氏伙房、宋氏菸樓、伯公廟。